# Hieracium basicrinum
Hieracium basicrinum es una especie de planta con flor del género Hieracium, de la familia Asteraceae, orden Asterales.

## Distribución
Hieracium basicrinum se distribuye por Escocia.

## Taxonomía
Fue descrita científicamente por (Zahn) Roffey. Fue publicada en H.C.Watson, London Cat. Brit. Pl., ed. 11: 26 (1925).